# Omnibus-Verkehrs-Gesellschaft Bünde
Die Omnibus-Verkehrs-Gesellschaft Bünde GmbH & Co KG (OVG) ist einer der Betreiber des regionalen Busverkehrs im Kreis Herford im Bereich Bünde.
Bis zum 1. September 2019 trat das Unternehmen als „Omnibus-Verkehrs-Gesellschaft Bollmeyer GmbH & Co. KG“ auf.
Der Betriebshof des Unternehmens ist in Bünde angesiedelt, weicher 1976 eingeweiht und über die Jahre modernisiert und erweitert wurde.

## Geschichte

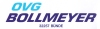
Ehemaliges Logo

Eduard Bollmeyer gründete am 1. Februar 1927 in Bünde das „Auto-Depot Bünde“.
Das Unternehmen war neben dem Elektrizitätswerk Minden-Ravensberg (EMR, Verkehrsbetrieb, später Verkehrsbetriebe Minden-Ravensberg) Anfang der 1920er-Jahre der erste private Busunternehmer im damaligen Landkreis Herford.
Das Unternehmen begann mit nur vier Fahrzeugen und besitzt heute 25 Busse, die im ganzen Kreis Herford eingesetzt werden.
Von 2002 bis 2009 betrieb die OVG in Bad Oeynhausen auch eine touristische Bimmelbahn, den „Wolkenschieber“. Wegen hoher Kosten für ein Neufahrzeug musste deren Betrieb jedoch eingestellt werden. Geschäftsführer war bis zur Übernahme des Familienunternehmens im September 2019. Marc Bollmeyer, der Urenkel des Firmengründers. Von Ende 2006 bis November 2018 war als zweiter Geschäftsführer Frank Jendrny verantwortlich.
Zum 1. September 2019 wurde die OVG Bollmeyer GmbH & Co. KG durch den Omnibus-Unternehmer Dirk Köstring aus Kirchlengern erworben. Köstring übernahm  die alleinige Geschäftsführung des Unternehmens.

## Linienübersicht
Folgende Linien fährt die OVG Bünde:
Regionalverkehr Bünde
- 541: BÜ-ZOB/Bahnhof – Randringhausen – Kirchlengern-Klosterbauerschaft – Stift-Quernheim
- 542: Bünde-Spradow – Lübbecke (TaxiBus: Kleinbus, teilweise Anrufbetrieb)
- 542: Bünde – Spradow – Dünne – Hüllhorst-Oberbauerschaft (Schülerverkehr)
- 542/543: Rödinghausen – Bünde (TaxiBus: Kleinbus, teilweise Anrufbetrieb)
- 543: Bünde-ZOB/Bahnhof – Muckum – Rödinghausen-Bieren – Schwenningdorf – Wehmerhorst – Stuckenhöfen
- 544: Bünde – Kirchlengern – Bünde-ZOB/Bahnhof – Spradow – Kirchlengern-Häver – Quernheim – Stift Quernheim
- 545: Bünde – Spradow – Dünne – Randringhausen – Klosterbauerschaft (Schülerverkehr)
- 550: Bünde-Werfen, Liendlage – Bünde-Ennigloh, Wirtsheide (Schülerverkehr)

Die OVG Bünde fährt ebenfalls als Subunternehmer der BVO auf der Linie 646 von Herford nach Bünde.

## Ehemalige Linien

Bis zum 30. Juni 2018 bediente die OVG Bollmeyer den Stadtbus Bünde, welcher zum 1. Juli 2018 von der Busverkehr Ostwestfalen GmbH nach Ausschreibung übernommen wurde:
- Linie 1 (546) Ennigloh Nord – Gänsemarkt – Arbeitsamt – Museumsplatz – Doberg – Bustedt
- Linie 2 (547) Ennigloh Süd – ZOB/Bahnhof – Museumsplatz – Südlengern
- Linie 3 (548) Hunnebrock – Museumsplatz – Spradow
- Linie 4 (549) Dünne – Museumsplatz – Spradow